# Биков Олексій Олексійович
Олексій Олексійович Биков (нар. 29 березня 1998, Харцизьк, Донецька область, Україна) — український футболіст, центральний захисник пловдивського «Локомотива».

## Життєпис
Народився в Харцизьку. Вихованець донецького «Шахтаря», у складі якого виступав у ДЮФЛУ. У сезоні 2015/16 років провів 4 поєдинки за команду U-19 донецького «Шахтаря». Наступний сезон розпочав у складі «Олександрії», в футболці якої зіграв 3 матчі за юнацьку команду та 4 матчі за молодіжну команду. Наступний сезон розпочав у «Маріуполі». Дебютував у футболці «городян» 18 березня 2018 року в програному (0:3) виїзному поєдинку 24-о туру Прем'єр-ліги проти донецького «Шахтаря». Олексій вийшов на поле на 79-й хвилині, замінивши Бесіра Демірі. 18 квітня 2018 року вперше вийшов у стартовому складі маріупольців. Сталося це в програному (1:5) виїзному поєдинку 1/2 фіналу кубку України проти донецького «Шахтаря». Олексій вийшов на поле в стартовому складі та відіграв увесь матч, а на 63-й хвилині отримав жовту картку. На післяматчевій прес-конференції головний тренер маріупольців Олександр Бабич відзначив Олексія Бикова та зазначив, що він «вже впевнено стукається до складу».